# Wieczerza w Emaus (obrazy Rembrandta)

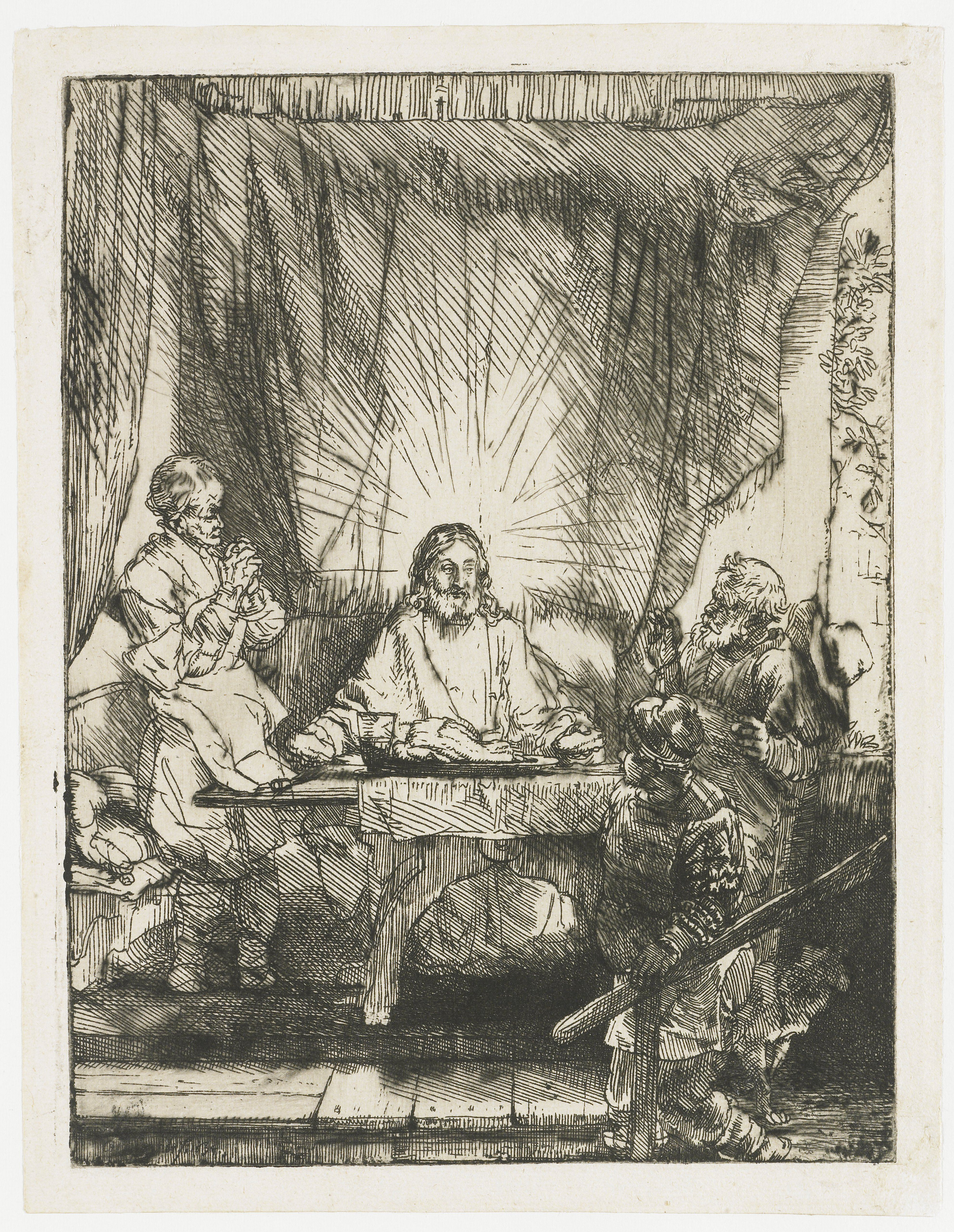
Wieczerza w Emaus 1654, akwaforta, rylec i sucha igła, 21,1 × 16 cm, Rembrandthuis, Amsterdam

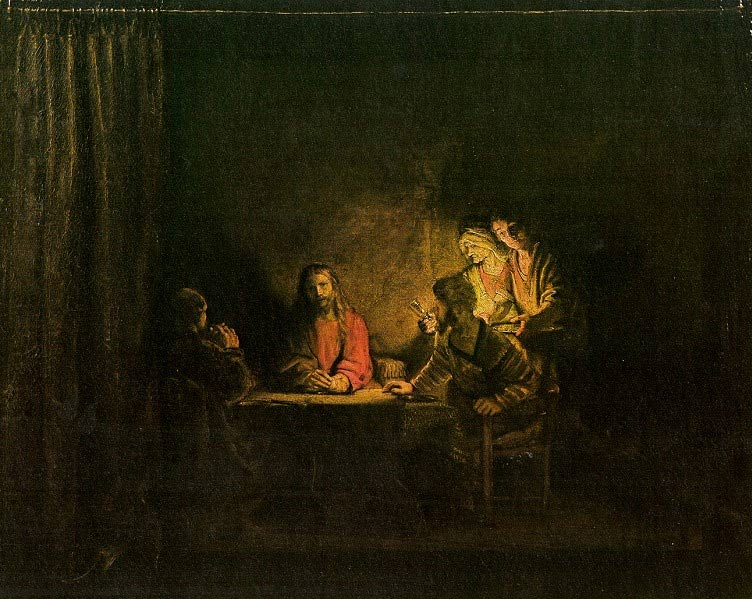
Wieczerza w Emaus z 1648, olej na płótnie, 89 × 111 cm, Statens Museum, Kopenhaga

Wieczerza w Emaus – obrazy autorstwa Rembrandta podejmujące ten sam motyw nowotestamentowy w różnych ujęciach.
Tematem dzieł jest motyw zaczerpnięty z Ewangelii św. Łukasza (24,13-31), dotyczący dwóch uczniów idących do miasta Emaus w pobliżu Jerozolimy i ich spotkania z nieznajomym. Spotkanie zakończyło się wspólną wieczerzą, gdzie podczas błogosławienia pokarmu, pielgrzymi rozpoznali w nieznajomym postać Jezusa.
Rembrandt wielokrotnie podejmował temat wieczerzy. Przez całe swoje artystyczne życie stworzył kilka takich dzieł, z których dziś do najbardziej znanych należą te z paryskich zbiorów. Stworzone na przestrzeni wielu lat dają nam możliwość prześledzenia duchowego i artystycznego rozwoju malarza. Pierwszy z nich powstał w 1629 roku. Młody malarz wzorował się wówczas na swoim nauczycielu Lestmanie i na caravaggionistach. Dla Rembrandta najważniejszy był wówczas moment samego objawienia. Postać Chrystusa widoczna po prawej stronie zasłania źródło światła. Uczeń przed nim pada na kolana przewracając krzesło, drugi za stołem pełen zdziwienia wpatruje się w monumentalną postać Jezusa. Na drugim planie widoczne jest drugie źródło światła tym razem zasłonięte przez służącą. Zasłonięte światło zgodnie z manierą caravaggionistów z Utrechtu tworzy kontrast pomiędzy jasnymi a ciemnymi obszarami płótna.
W 1648 roku, dojrzały już Rembrandt podejmuje ponownie temat. Jego interpretacja jest już zgoła inna. Jezus widoczny frontalnie z uduchowionym wyrazem, uosabia spokój ducha. Doniosłość sceny pozbawiona jest dynamiki widocznej we wcześniejszej wersji, nie ma już gwałtownych ruchów uczniów. Odczuwa się spokój, ruchy są bardziej ociężałe co odpowiada odczuwanym emocjom. Rembrandt jest już mistrzem światłocienia. Źródło światła jest niemożliwe do ustalenia choć jest obecne wszędzie i tworzy cienie podporządkowane rygorystycznej symetrii kompozycji. Można rozpoznać zapożyczenia Rembrandta z włoskiego renesansu tj. symetryczność kompozycji i elementy symbolizujące boskość: baldachim widoczny na rycinie i sklepienie widoczne na obrazie.
W Kopenhadze znajduje się inna wersja Wieczerzy.. pochodząca z 1648 roku. Rembrandt połączył dwa style. Chrystus został przedstawiony frontalnie z taką samą powagą i dostojeństwem jednakże źródło światła pada z lewej stronie i jest zasłonięte przez jednego z apostołów.